# إدواردو مانزانو
إدواردو مانزانو (بالإسبانية: Eduardo Manzano)‏ هو ممثل مكسيكي، ولد في 18 يوليو 1940 بمدينة مكسيكو في المكسيك.

## وصلات خارجية
- إدواردو مانزانو على موقع IMDb (الإنجليزية)
- إدواردو مانزانو على موقع ألو سيني (الفرنسية)
- إدواردو مانزانو على موقع قاعدة بيانات الفيلم (الإنجليزية)
- إدواردو مانزانو على موقع كينوبويسك (الروسية)